# Elmo Smith
Elmo Everett Smith, född 19 november 1909 nära Grand Junction, Colorado, död 15 juli 1968 i Albany, Oregon, var en amerikansk republikansk politiker. Han var den 27:e guvernören i delstaten Oregon 1956–1957.
Smith avlade 1932 sin kandidatexamen i historia vid College of Idaho och flyttade till Oregon. Han deltog i andra världskriget som löjtnant i USA:s flotta.
År 1948 blev Smith invald i Oregons senat. År 1955 tillträdde han som talman i delstatens senat och året därpå tillträdde han guvernörsämbetet. Guvernör Paul L. Patterson avled i ämbetet och efterträddes av Smith. I januari 1957 efterträddes Smith av demokraten Robert D. Holmes.